# レロ書店
レロ書店（レロしょてん、ポルトガル語: Livraria Lello）は、ポルトガルのポルトに存在する書店。レロ・イ・イルマオン（Livraria Lello e Irmão）とも。
1869年に創業し、1906年以来、現在の場所で営業を行っている。世界で最も美しい書店のひとつに数えられている。イギリスの新聞ガーディアン紙が発表した〈世界の素晴らしい書店〉で第3位に選ばれている。旅行ガイドブック、ロンリープラネットが発表した〈世界で最も素晴らしい本屋ランキング〉で第3位に選ばれている。
イギリスの作家J・K・ローリングによる児童文学『ハリー・ポッターシリーズ』に大きなインスピレーションをもたらしたことでも知られており、人気の観光スポットとなっている。ネオゴシック調の建物は、技師で実業家のグザヴィエ・エステーヴ (pt:Francisco Xavier Esteves) が手がけている。書棚に囲まれた空間の中央にあるユニークな形状の赤い階段は、「天国への階段」と呼ばれている。

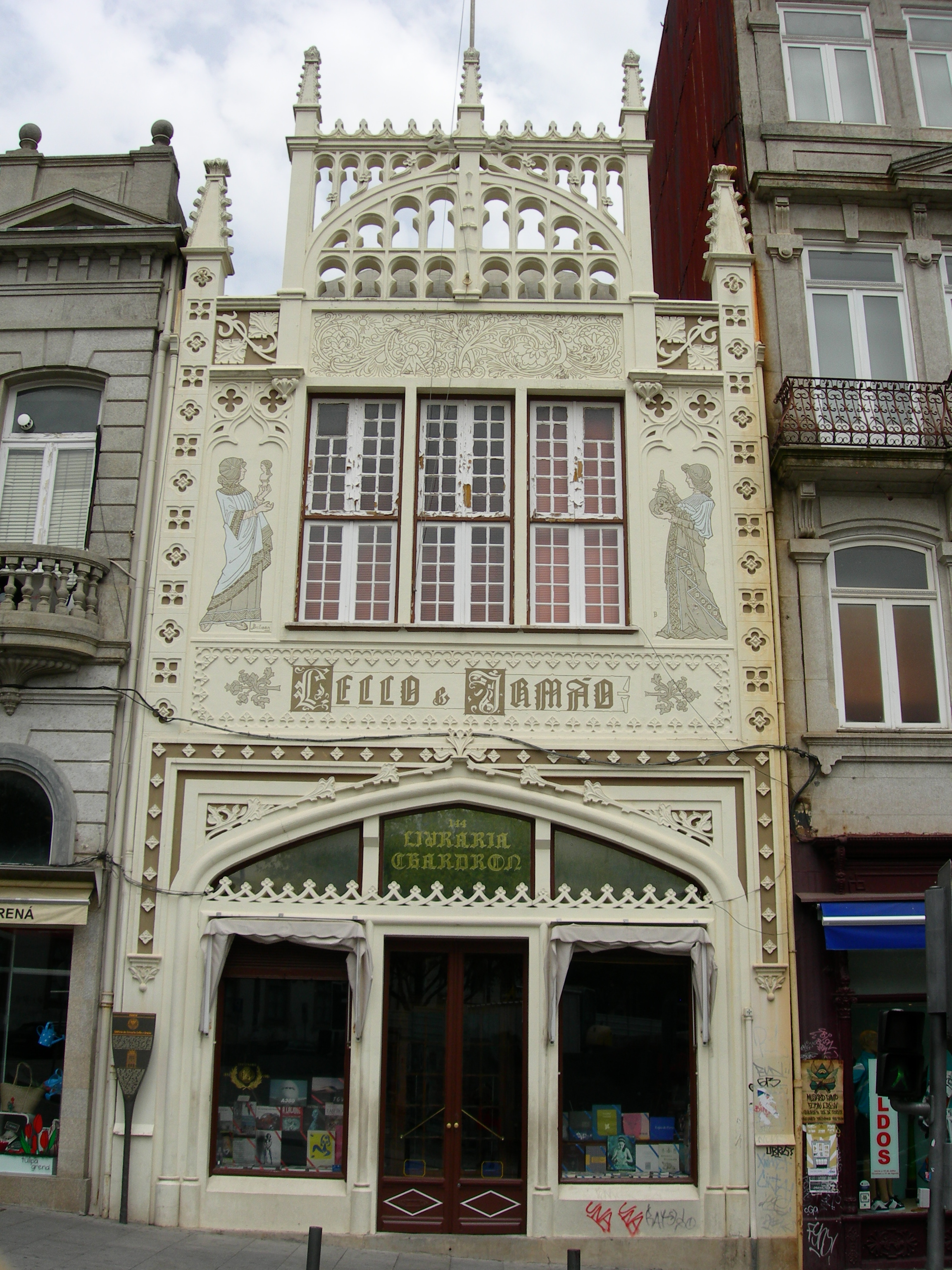
外観
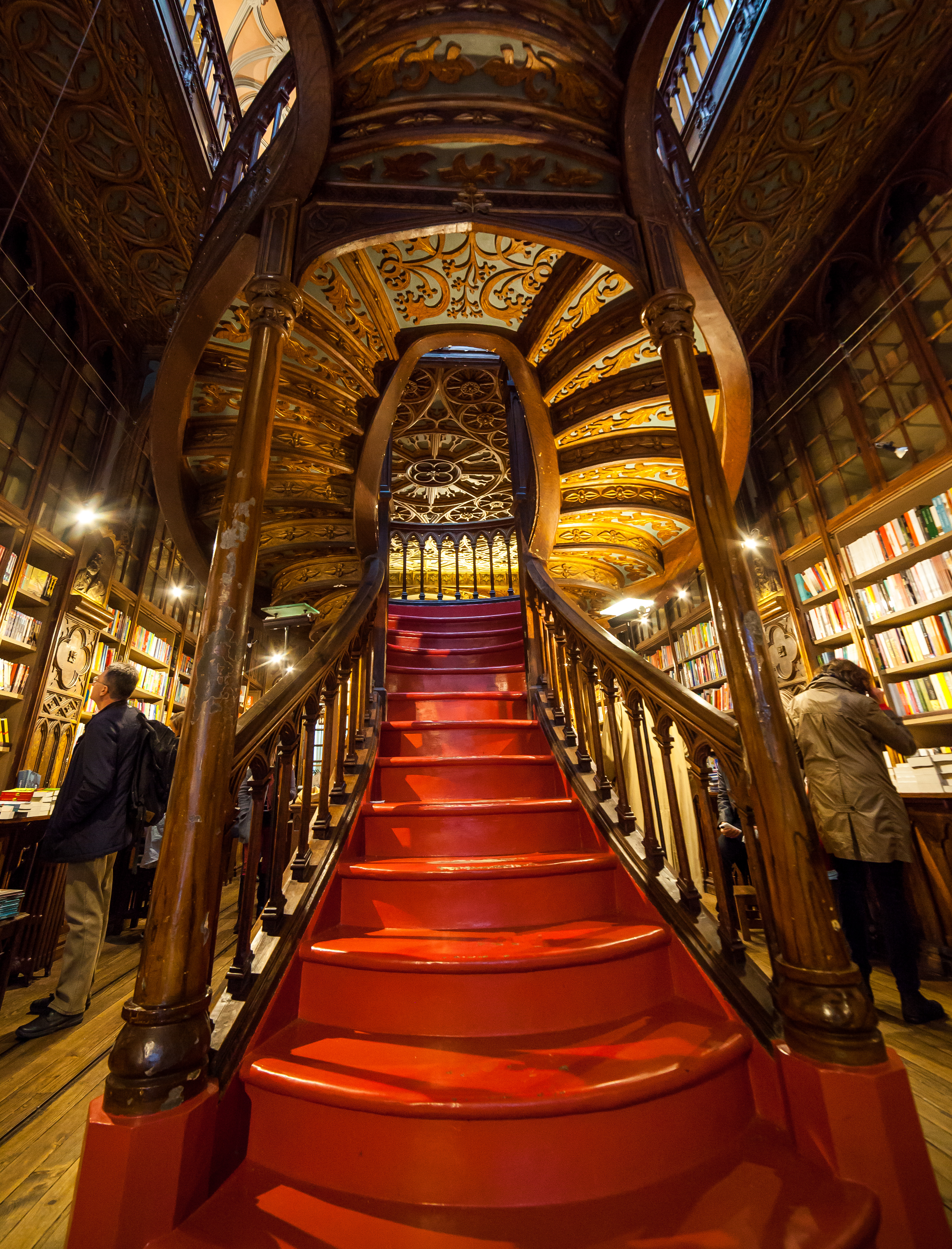
店内階段
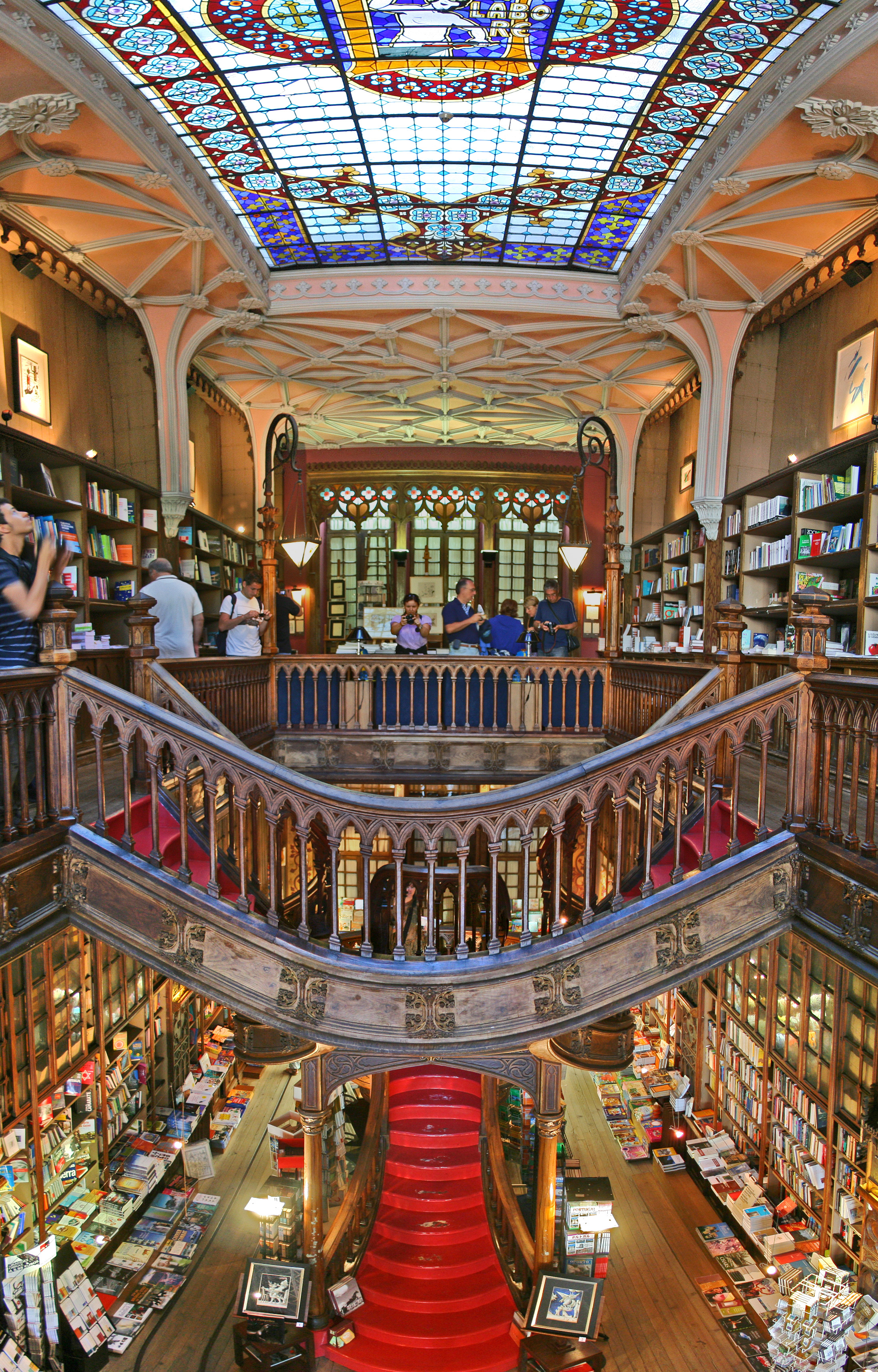
店内